# 娲城街道
娲城街道，是中华人民共和国河南省周口市西华县下辖的一个乡镇级行政单位。

## 行政区划
娲城街道下辖以下地区：
周庄社区、蒋庄社区、长平路社区、建设路社区、人民路社区、富华路社区和将军路社区。